# Luna Blaise
Luna Blaise(* 1. října 2001, Los Angeles, Kalifornie, USA) je americká herečka a zpěvačka. S herectvím začala v šesti letech s malou rolí ve filmu Vicious Circle v roce 2008. V roce 2013 si zahrála ve filmu Memoria. V roce 2014 byla obsazena do vedlejší role Nicole v seriálu Huangovi v Americe. V roce 2016 si zahrála v hudebním videu Jacoba Sartoriuse k singlu „Sweatshirt“. Na začátku roku 2017 vydala svůj první singl „Over You“. V roce 2018 začala hrát jednu z hlavních rolí seriálu Manifest.

## Filmografie
| Rok       | Název                                                    | Role            |
| --------- | -------------------------------------------------------- | --------------- |
| 2008      | Konflooent                                               | Victoria Santos |
| 2009      | Vicious Circle                                           | Chloe           |
| 2013      | The Breakdown                                            | Loonz           |
| 2015      | Memoria                                                  | Nina (13 let)   |
| 2015–2018 | Huangovi v Americe                                       | Nicole          |
| 2017      | Noches con Platanito                                     |                 |
| 2018      | Surviving Theater 9                                      | Eileen          |
| 2018      | Concrete Kids                                            | Luna            |
| 2018      | Manifest                                                 | Olive           |
| 2021      | Detach                                                   | Sophia          |
| 2022      | We Are Gathered Here Today                               | Susie           |
| 2023      | Aristotle and Dante Discover the Secrets of the Universe | Elena Tellez    |
| 2023      | Deltopia                                                 | Hannah          |

## Ocenění
| Rok  | Ocenění             | Kategorie                                           | Role                          | Výsledek  |
| ---- | ------------------- | --------------------------------------------------- | ----------------------------- | --------- |
| 2016 | Young Artist Awards | Nejlepší mladá herečka ve vedlejší roli (14–21 let) | Nicole (v Huangovi v Americe) | vítězství |